# Baanbrug (Edam)
De Baanbrug is een monumentale ijzeren ophaalbrug over de Nieuwehaven in de Noord-Hollandse plaats Edam.

## Geschiedenis
De Baanburg werd in 1881 aangelegd door het Haagse bedrijf L.J. Enthoven & Co. De naam van het bedrijf en het jaar van fabricage zijn aangebracht op de basementen van de hameipoort. De naam van de brug met het jaartal 1881 is aangebracht op de hameibalk aan de bovenzijde van de hameipoort. Aan weerszijden van de brug is aan beide zijden een decoratief ijzeren hekwerk geplaatst met een strak geometrisch patroon. De smalle brug heeft een doorrijbreedte van nog geen drie meter. Voor schepen bedraagt de doorvaartbreedte ruim zes meter.
De brug is in 1999 erkend als rijksmonument vanwege cultuurhistorische, typologische en historisch-constructieve waarde. De brug, een gaaf voorbeeld van het Hollandse type ophaalbrug, maakt deel uit van een reeks van bruggen over de Nieuwehaven in Edam en is gelegen binnen het beschermde stadsgezicht van deze plaats.